# Disferlina

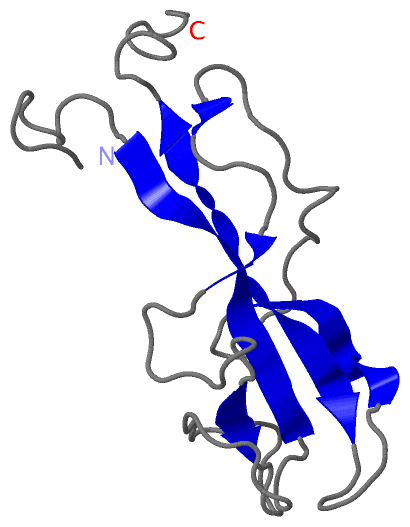
Representació de la disferlina.

La disferlina (dysferlin en anglès) és una proteïna de la família de les ferlines que se sintetitza gràcies a la informació que conté el gen DYSF, situat al braç curt del cromosoma 2. Intervé en processos de reparació muscular així com de regeneració del múscul esquelètic. També destaca el gran nombre d'interaccions que pot establir amb altres proteïnes com la calpaïna-3, la caveolina-3, l'afixina o les annexines A1 i A3. En cas d'absència per mutació del seu gen, provoca en l'organisme diferents fenotips de distròfia muscular com la distròfia de cintures tipus 2B, la miopatia de Miyoshi i la miopatia distal d'inici en el compartiment anterior; totes elles amb un patró d'herència genètica autosòmica recessiva i caracteritzades per la pèrdua progressiva de força i d'integritat muscular.

## Descobriment
El gen de la disferlina (DYSF) es va identificar com el causant de dues formes de distròfia muscular: la distròfia muscular de cintures tipus 2B (limb-girdle muscular dystrophy 2B: LGMD2B) i la miopatia de Myoshi (MM).
El nom de disferlina va ser posat per homologia amb la seqüència d'una proteïna ja coneguda anomenada FER-1 (codificada per un gen del nematode Caenorhabditis elegans) i per la seva implicació en les distròfies musculars. Així doncs, "dis-“ prové de distròfia i “-ferlina" prové de FER-1.

## Bases genètiques
La disferlina és una proteïna sintetitzada gràcies a la informació que conté el gen DYSF. Aquest gen es troba en el braç curt del cromosoma 2p13 i està format per 55 exons, cadascun dels quals té un mida variable, de 30 a 461 parells de bases (pb).
El marc obert de lectura (ORF, de l'anglès opening reading frame) de la disferlina de 6.243 parells de bases codifica un cDNA de 7 kb d'uns 2.080 aminoàcids. S'ha observat com aquest transcrit de 7 kb es troba en abundància expressat al múscul esquelètic, al cor i a la placenta. Un altre transcrit de 4 kb s'expressa en totes les regions del teixit nerviós, excepte en la medul·la i el cerebel on hi ha un transcrit de 7 kb. Actualment, s'han descrit més de tres-centes quaranta mutacions distribuïdes per tota la llargada del gen.

## Propietats

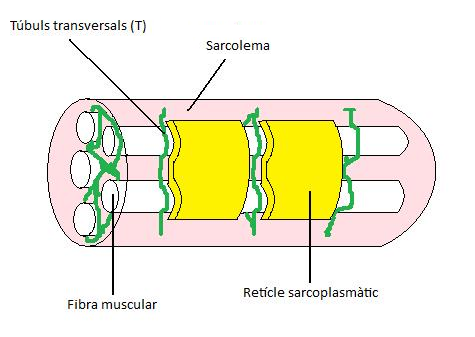
Representació simplificada d'una fibra muscular.

La proteïna té un pes molecular d'uns 237 kDa i té un patró d'expressió molt dispers. Inicialment, l'expressió de la disferlina va ser estudiada en la rata, on es va observar en cor, ronyó, múscul esquelètic, estómac, pulmó, úter, fetge, cerebel, medul·la espinal, nervi ciàtic, tronc cerebral i melsa. En menor proporció s'expressa en el teixit nerviós. L'expressió de la disferlina en humans es troba principalment en cor, placenta i múscul esquelètic, i en menor proporció en fetge, ronyons, pulmons i pàncrees. Mitjançant aquestes tècniques de detecció de proteïnes (Western Blot) també s'ha detectat una unió dèbil de l'anticòs al nervi perifèric i a la musculatura llisa dels vasos sanguinis, però no s'observa en fibroblasts ni a la matriu extracel·lular.
Durant el desenvolupament embrionari en humans, es mostra una banda d'aproximadament 230kDa de disferlina en les 5-6 setmanes d'edat embrionària. L'absència de disferlina en aquest període embrionari, suposaria en el futur l'aparició de disferlinopaties manifestades com una distròfia muscular principalment als músculs distals o proximal.

## Dominis i estructures de la família de les ferlines

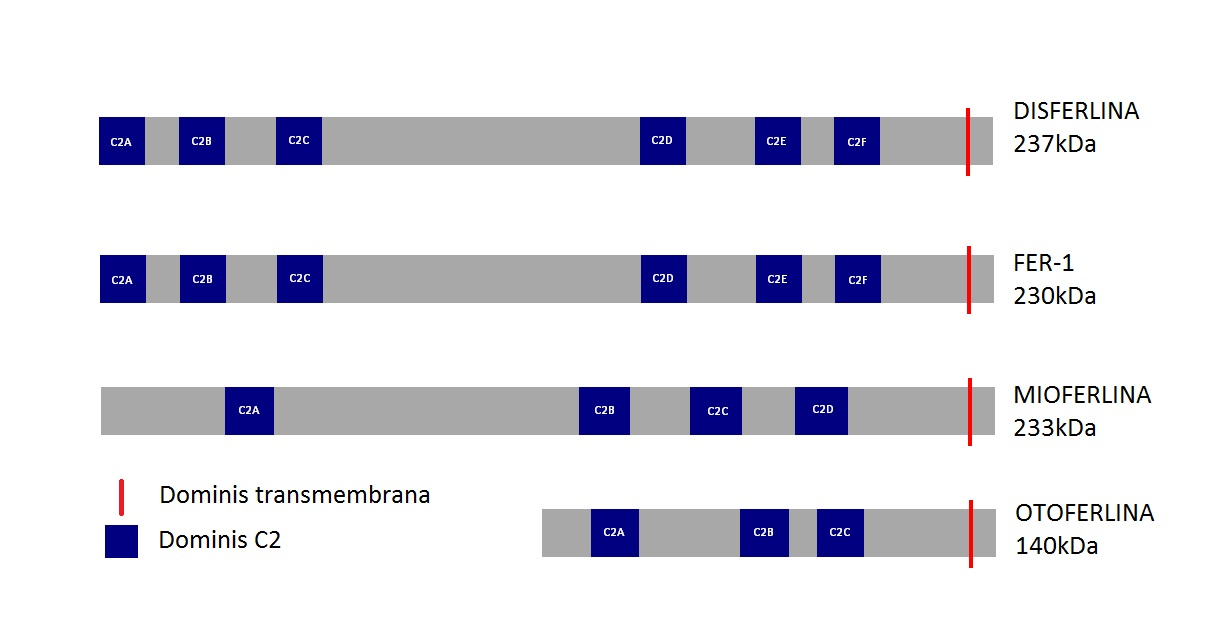
Representació dels gens de la família de les ferlines on s'observen els dominis C2.

La mioferlina i l'otoferlina són proteïnes que es troben en humans que són homòlogues a la disferlina.
La disferlina és una proteïna de la família de les ferlines (Fer-1, otoferlina i mioferlina) que presenten dominis C2, un domini C-terminal transmembrana i un curt domini extracel·lular. Els dominis C2 poden dur a terme interaccions proteïna-proteïna essent algunes dependents de calci.

## Funcions
La funció principal de la disferlina és ajudar en el procés de reparació muscular quan succeeixen trencaments de membrana a les fibres, tant si són a causa de patologies com si són per efectes fisiològics. Quan succeeixen aquestes ruptures, l'ió calci (Ca²⁺) entra a la cèl·lula i n'augmenta la seva concentració. Aquest augment produeix: per una banda, el trencament de les proteïnes del citoesquelet properes a la lesió rebaixant la tensió de la zona i, per l'altra, l'agregació de les vesícules reparadores i la seva migració cap a la zona de la lesió per després acabar agregant-se amb la membrana plasmàtica formant una espècie de pegat. La disferlina, la qual està situada a la membrana de les vesícules reparadores, actua com a sensor de calci i activa dites vesícules en altes concentracions de l'ió. Així és com s'explica l'inici del procés de ressegellament descrit.
Una altra funció que cal destacar és la possibilitat de permetre la fusió del mioblast per formar miotubs en la formació de noves cèl·lules musculars.

## Interaccions amb altres proteïnes
Per mitjà de tècniques d'immunoprecipitació, s'han pogut deduir possibles interaccions entre els dominis C2 en la disferlina i la calpaïna-3, la caveolina-3, l'afixina (β-parvina) o les annexines A1 i A3.

### Calpaïna-3

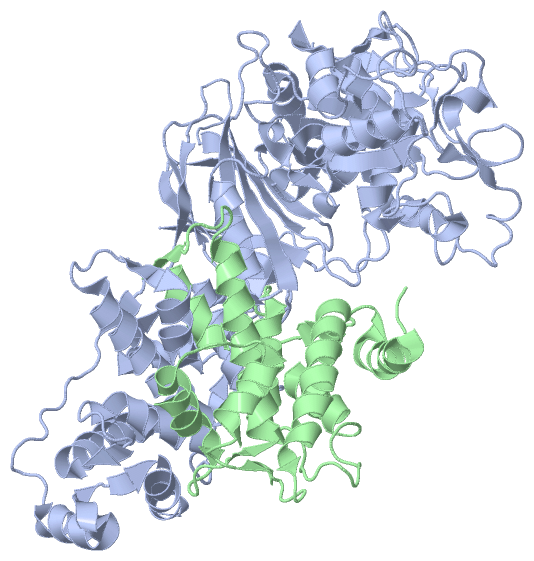
Representació de la calpaïna.

La calpaïna-3 és una proteasa del sarcoplasma. Quan pateix mutacions en el seu gen, causa la LGMD2A, una distròfia autosòmica recessiva caracteritzada per la debilitat i l'atròfia muscular. Recentment, s'ha observat una reducció de calpaïna-3 en pacients amb LGMD2B o MM; ara bé, no es creu que la calpaïna-3 tingui un paper important en la debilitat dels fenotips de les disferlinopaties.

### Caveolina-3
La caveolina-3 és una proteïna de la membrana del múscul esquelètic i cardíac implicada en la formació de caveoles. La mutació en el seu gen provoca la LGMD1C. Es creu que existeixen unes interaccions de baixa intensitat entre la caveolina-3 i la disferlina. Des de fa relativament poc temps, s'ha demostrat que la disferlina es localitza a la membrana plasmàtica i als túbuls T del reticle sarcoplasmàtic. Si la caveolina-3 es troba mutada, la disferlina s'acumula a l'aparell de Golgi i no es produeix un transport correcte cap a la membrana plasmàtica.

### Annexines A1 i A2
Les annexines A1 i A2 reparen les fibres musculars de la mateixa manera que la disferlina. Aquestes annexines són proteïnes d'unió a calci i fosfolípids al trànsit intracel·lular, a l'activitat dels canals de transmembrana i a interaccions cel·lulars. Quan hi ha absència de disferlina per mutació del gen, s'observa un nombre més elevat d'annexines.

## Disferlinopaties
Les disferlinopaties són un conjunt de malalties produïdes per mutacions en el gen de la disferlina (DYSF).
En general, es poden considerar un grup heterogeni de patologies caracteritzades per la pèrdua progressiva de força i d'integritat muscular. A més, la fisiologia dels diversos grups musculars poden influenciar en la manifestació de les diferents malalties. Tot això permet explicar l'existència d'una gran variabilitat fenotípica dins de membres de la mateixa família.
Tots aquests fenotips presenten un patró d'herència autosòmic recessiu. Això vol dir que per expressar la malaltia, és necessària l'existència dels dos al·lels mutats. A més, els nivells en sang de Creatin Kinasa (CKs) són molt elevats (entre 10 i 100 vegades més del normal) i és per això que aquest enzim pot ser utilitzat com a indicador del dany muscular. Finalment, cal destacar que en molts dels casos la progressió d'aquestes malalties és molt lenta.

### Distròfia de cintures tipus 2B (LGMD2B)
- L'abreviatura LGMD2B prové de l'anglès Limb-Girdle Muscular Dystrophy. A més, que sigui de tipus 2B, es relaciona amb el patró d'herència de la malaltia (1=dominant, 2=recessiu) i la lletra B indica que cronològicament va ser el segon tipus de malaltia en què es va identificar el locus genètic.
- L'anàlisi clínic d'aquests pacients mostra debilitat muscular proximal predominant en les extremitats inferiors a l'inici dels símptomes. Aquests símptomes es presenten entre la primera i la segona dècada de vida i anteriorment al desenvolupament de la malaltia es presenta una musculatura normal.[19]

### Miopatia de Miyoshi (MM)
La miopatia de Miyoshi és una forma de distròfia muscular distal que va ser descrita per Myoshi el 1967. Tot i que va ser identificada al Japó, la seva influència s'estén per tot el món.
Els símptomes de la MM comencen en el compartiment posterior de les cames, típicament en el múscul gastrocnemi
(tou de la cama, format pels músculs bessons i soli). Els pacients presenten dificultat per pujar escales i caminar de puntetes. Posteriorment existeix una afectació dels músculs del compartiment anterior de les extremitats inferiors i a músculs proximals (aquells que es troben al maluc, cuixes o espatlla). De manera similar al que succeeix en la LGMD2B, l'inici dels símptomes se situa entre la primera i segona dècada de vida.

### Miopatia distal d'inici en el compartiment anterior (DAT)
Aquesta patologia va ser descrita l'any 2001 com un nou fenotip de miopatia distal produïda per mutacions en el gen de la disferlina.
Els pacients presenten debilitat d'inici al múscul tibial anterior. Dita debilitat s'estén progressivament i de forma ràpida, arribant a afectar els músculs proximals inferiors i superiors.

## Mètodes de diagnòstic

### Biòpsies de les disferlinopaties
En les biòpsies musculars de pacients amb disferlinopaties, s'observen fibres necròtiques, ruptures de fibres, variacions en la mida de les fibres, fibres regenerants, augment de teixit connectiu endomisial i perimisial i augment de nuclis internalitzats.
No s'ha detectat la presència de disferlina en cap pacient per mitjà de la tècnica de western blot.

### Nou mètode de diagnòstic per a les disferlinopaties
Estudis sobre l'expressió de la disferlina en els monòcits de sang perifèrica han obert un nou camp en la recerca i en el diagnòstic de les disferlinopaties.
El diagnòstic de les disferlinopaties a través de l'anàlisi molecular del gen DYSF - tot utilitzant monòcits de sang perifèrica - és una tècnica que presenta nombrosos avantatges respecte a l'anàlisi d'ADN genòmic, ja que permet el diagnòstic de malalties com la LGMD2B, MM i DAT sense la necessitat de realitzar una biòpsia muscular; tècnica molt més lenta, invasiva, que requereix una instrumentació altament qualificada i la utilització d'una sala d'operacions. L'inici de la clínica se situa entre els 14 i els 28 anys i els nivells de CKs es troben incrementats de 20 a 70 vegades.

## Expressió de la disferlina

### L'expressió de la disferlina en múscul normal
Per mitjà de la microscòpia òptica, s'ha pogut determinar la localització de la disferlina en la membrana plasmàtica i també s'ha observat la seva presència en vesícules citoplasmàtiques properes al sarcolema. La microscòpia electrònica permet observar punts d'unió a la disferlina en la perifèria de les miofibres, on no s'observa la unió de l'anticòs ni a la membrana basal ni a la membrana nuclear ni al reticle endoplasmàtic.

### L'expressió de disferlina en distròfies musculars
Es creu que la disferlina ha de ser capaç de reparar les fibres musculars malmeses a l'inici d'alguna distròfia muscular. Si aquesta no ho aconsegueix per mutació o absència, es començaran a empitjorar les fibres musculars desencadenant la distròfia.

### Expressió de la disferlina en cèl·lules satèl·lit
El múscul esquelètic adult té la capacitat d'autoreparar-se després d'un dany. La major part de la recuperació la duen a terme unes cèl·lules progenitores miogèniques anomenades cèl·lules satèl·lit (CS). El nombre de CS disminueix amb l'edat i són cèl·lules que es troben en contacte amb la fibra muscular adulta. Les CS en estat inactiu presenten gran quantitat d'heterocromatina i una regió citoplasmàtica reduïda amb poca quantitat d'orgànuls intracel·lulars. Quan s'activen les CS, disminueix la quantitat d'heterocromatina i d'alguns orgànuls com l'Aparell de Golgi, el reticle endoplasmàtic i ribosomes; tanmateix, comença a augmentar el nombre de mitocondris.
Segons recents estudis científics, s'ha demostrat l'expressió de la disferlina en les cèl·lules satèl·lit de músculs normals i patològics, especialment quan aquestes cèl·lules es troben activades.
Actualment es parla del paper de la disferlina en els processos de regeneració i fusió musculars així com de la possible relació de la disferlina amb el procés d'activació de les cèl·lules satèl·lit.
Aquesta proteïna té una funció destacable en el desenvolupament del múscul esquelètic humà així com en els seus respectius processos de regeneració i reparació. A més, es creu que la disferlina també participa en el mecanisme d'estirament i reparació de la membrana del macròfag.